# Sommer-Paralympics 2008/Teilnehmer (Senegal)
| stlisierte Goldmedaille | stlisierte Silbermedaille | stlisierte Bronzemedaille |
| ----------------------- | ------------------------- | ------------------------- |
| —                       | —                         | —                         |

Senegal nahm mit zwei Sportlern an den Sommer-Paralympics 2008 im chinesischen Peking teil. Fahnenträger war der Leichtathlet Ndiaye Mor. Er erreichte auch das beste Ergebnis der Athleten aus dem Senegal mit einem 13. Platz im Speerwerfen der Klasse F57/58.

## Teilnehmer nach Sportart

### Leichtathletik
Frauen
- Dague Diop

Männer
- Ndiaye Mor